# Scolitantides transsylvanica
Scolitantides transsylvanica är en fjärilsart som beskrevs av Diosz. Scolitantides transsylvanica ingår i släktet Scolitantides och familjen juvelvingar. Inga underarter finns listade.